# 茂山千五郎家
茂山千五郎家（しげやま せんごろうけ）は、狂言大蔵流の名門。代々京都に居住し、関西を中心に活動してきたが、近年はメディアへの露出も増え、またその活動範囲も全国に拡大している。現在の当主（家長）は十四世茂山千五郎（本名：茂山正邦）。

## 家の歴史

### 江戸時代
茂山家は江戸時代以来京都で狂言師として活動してきた家であったが、大蔵流の名門としての地位が確固たるものになったのは、江戸後期に9世茂山千五郎正虎（初世千作。1810年生～1886年没）が登場して以降である。正虎は京都の呉服商の息子で当初は佐々木忠三郎といったが、8世茂山久蔵英政の養子となり千吾正虎と名乗った。
天保元年（1830年）に彦根城で能会が開かれた折に、彦根藩のお抱え狂言師であった小川吉五郎が「枕物狂」を上演中に急病で倒れ、その後を千吾（当時20歳）が見事に代演してみせたので、藩主の井伊直弼に気に入られ、その場で召し抱えられた。このとき直弼が「千五郎、召し抱える」と発したことから、これ以降当主名が茂山千五郎となった。
直弼は能楽好きで知られ、当時失伝していた「狸腹鼓」を復曲（俗称「彦根狸」）したり「鬼ヶ宿」を自作したりしては正虎に演じさせていた。現在この両曲が、茂山家にとって特別に大事な曲として扱われているのはそのためである。

### 明治から戦後まで
正虎には3人の子がいたが、長男と次男は早世し、代わりに後継ぎとなった三男の市蔵（1864年生～1950年没）だが、彼は放蕩息子であった。正虎が明治19年（1886年）に死去すると、市蔵は悔い改めて父の衣鉢を継ぐことを決意し、正虎の門弟たちに芸を習い、翌々年に10世千五郎（正重。後に2世千作）を襲名した。
正重は親しみやすい狂言を目指し、どのような小さな集会にでも気軽に馳せ参じて低料金で狂言を演じた。茂山千五郎家の家訓として知られる「お豆腐主義」は正重の代に確立したものである。また、正重は文明開化とともに衰微する一方であった京都の民間芸能の保存にも熱心で、祇園祭の長刀鉾の稚児の世話役や壬生狂言の維持会長などを勤めた。
正重は実子がおらず、養子の真一（まさかず）が11世千五郎（後に3世千作。1896年生～1986年没）を襲名した。真一は小柄ではあったが声がよく通り、太郎冠者物や座頭物を得意とした。筆まめな人物で、千五郎家の現行曲（182番）と番外曲を35年かけて台本として書きとめた。千五郎家には正虎が江戸での修行時代に家元より拝領した虎寛本系の台本があるにはあったが、既に時代も変わり、実際の千五郎家の狂言とは細部においてかなり違いが生じていたので、千五郎家の証本を新たに作り直す必要があったのである。
真一は1976年には大蔵流としては二人目の人間国宝に認定された。
真一の人間国宝認定の同年、真一の初曾孫・正邦（十四世千五郎）が初舞台を踏み、親子四代共演を果たした。その後も真一は宗彦、茂、逸平といった曾孫達の初舞台に立ちあい、その後も共に舞台に立ちつづけるなど幸せな晩年を過ごした。
そして、1986年に真一は満89歳（享年91）の天寿を全うし、死去した。

### 七五三（四世千作）、政次（二世千之丞）兄弟の活躍
千五郎家では正重以来長らく男子が生まれなかったが、真一は男子に恵まれ、七五三（しめ。12世千五郎、4世千作。1919年 - 2013年）と政次（2世千之丞。1923年 - 2010年）の兄弟が千五郎家の芸を受け継いだ。
二人はそれまでの慣例を破って武智鉄二の演出した新劇や歌舞伎に出演するなど、積極的に他芸と交わっていったため、能楽協会から退会勧告を受けたこともあった。しかし、七五三は天性の愛敬さを生かして底抜けに明るく楽しい狂言を演じて人気を博し、1989年に父と同じ人間国宝（大蔵流では3人目）に認定されるまでに至った。
七五三は、1994年に隠居名・「四世千作」を襲名した後も精力的に活動し、2007年には狂言界で初となる文化勲章を受章した。
千之丞（政次）は兄と対照的に多才な理論家で、狂言の新作や復曲をしたりオペラやミュージカルの演出を手がけたりと、多方面での活動でも知られた。声質は父・3世千作に近い高めでよく通るものであったことから、わわしい女房として兄・七五三（やや低めでだみ声だった）の演ずる亭主をやり込めるような役柄で大いにうけた。
その後、弟の千之丞（政次）は2010年に87歳の長寿を全うし、死去した。晩年、一人息子のあきら（晃）や孫である童司（三世千之丞）共に舞台に立つなどしていた。
そして、兄・七五三（四世千作）は、晩年には7人（長男・正義の6人の孫、次男・眞吾の1人の孫）の曾孫に恵まれ、2009年に悲願であった2人目の曾孫・竜正と3人目の曾孫・虎真の双子の兄弟との四世代共演を果たした。七五三はその後も子、孫、曾孫と共に舞台に立ち続けた。そして、6人目の曾孫・慶和の初舞台を目前に93歳の長寿を全うし、死去した。

### 正義（五世千作）と眞吾（二世七五三）・あきら（晃）らの活躍
本項では七五三（四世千作、1919年-2013年）の息子の正義（五世千作）（1945年-2019年）・眞吾（二世七五三）（1947年-　）兄弟、二世千之丞の子の晃（あきら）らについて触れる。
兄の正義（五世千作）は長男であったため、千五郎家の跡継ぎとしての狂言のみに専念できた。
しかし、正義（五世千作）の弟・眞吾（二世七五三）は次男であった事と戦後間もない狂言苦難の時代であったのが相まって狂言方だけでは生活できず、銀行員と狂言方を兼業する生活を20年に渡り送る事になった。しかし、眞吾（二世七五三）は人一倍精進を重ね、後年（2023年）には人間国宝（重要無形文化財各個認定）に認定されるまでに至った。
晃（あきら）は分家の長男としての立場を活かし、オペラなどと狂言を融合させる活動をしている。また、晃（あきら）は観客目線から狂言の演出を行っており、従兄達とは違う視点から狂言の裾野を広げる活動をしている。
そして、七五三（四世千作）の長男である正義は2016年に長男・正邦に千五郎家当主を譲り、隠居名の「五世千作」を襲名した（長男・正邦の十四世千五郎と同時襲名）。
しかし、正義（五世千作）は「五世千作」襲名から3年後の2019年に74歳で死去した。そのため、正義（五世千作）亡き後は正義の弟・眞吾（二世七五三）が茂山千五郎家の「長老」として一門の若手の指導や後見をする形を取っている。
そして前述の通り、眞吾（二世七五三）は長年の功績から2023年に人間国宝に認定されている。これは祖父・真一（三世千作）、父の七五三（四世千作）に続き、親子三代での人間国宝認定である。

### 正邦（十四世千五郎）ら次世代の活躍
正義の息子（七五三の孫）・正邦（十四世千五郎、1972年-　）、茂兄弟、眞吾の息子（七五三の孫）・宗彦（もとひこ）・逸平兄弟、あきらの子（政次の孫）・童司（三世千之丞）の孫世代がそれぞれ狂言師となり、当主の正邦（十四世千五郎）を筆頭として千五郎家の芸を守っている。
また、正邦（十四世千五郎）の息子の竜正、虎真、鳳仁兄弟と、茂の息子の蓮、逸平の息子の慶和といった、七五三（四世千作）の曾孫達も狂言方の道を歩み始めている。
また、千五郎家は代々弟子の面倒見がよいことで知られており、その中にはプロの狂言師となった者も多い。現在能楽協会に属する狂言師としては、木村正雄（3世千作門下）・佐々木千吉（同）・網谷正美（4世千作門下）・松本薫（同）・丸石やすし（2世千之丞門下）らがいる。

## ファンクラブ・「クラブSOJA」
1997年より、ファンクラブ「クラブSOJA」を運営している。 それ以前に存在していた後援会にて定員空き待ちの入会希望者が多かったことから、定員制を廃止する形で後援会を置き換えた。
会員向けにイベントの開催、会報誌「お豆腐通信」の発行、ポイントカードの配布・主催狂言会での捺印・景品との交換、狂言会のライブ中継などを行っている。イベントでは特に、通常は禁止されている公演や役者の撮影を開放した「写真・動画撮り放題狂言会」がある。また、2020年3月より、新型コロナウイルス感染症の影響で狂言会の開催が困難になったことから、稽古場から狂言やトークをライブ中継する「YouTubeで逢いましょう！」を配信している。 開始当初は毎週末、2020年9月から月2回、2021年10月から月1回のペースとなっている。